# 安庫坦島
安庫坦島（英語：Akutan Island）是美國的島嶼，位於太平洋海域，屬於福克斯群島的一部分，由阿拉斯加州負責管轄，長31公里、寬24公里，面積334平方公里，最高點海拔高度1,303米，2000年人口713。
第二次世界大战时一架零式舰上战斗机在此被俘，以至于其性能被美军所了解。
54°07′41″N 165°55′05″W / 54.12806°N 165.91806°W